# 8793 Thomasmüller
A 8793 Thomasmuller (ideiglenes jelöléssel 1979 QX) a Naprendszer kisbolygóövében található aszteroida. Claes-Ingvar Lagerkvist fedezte fel 1979. augusztus 22-én.